# طائر الكافور القزمي العملاق
طائر الكافور العملاق (الاسم العلمي Leipoa gallinacea)، طائر منقرض كان يعيش فيأستراليا في فترة العصر الجليدي، وينتمي إلى جنس الينتوح.